# كلفين هاريسون جونيور
كلفين هاريسون جونيور هو ممثل أمريكي ولد في 23 يوليو 1994.

## روابط خارجية
- كلفين هاريسون جونيور على موقع IMDb (الإنجليزية)
- كلفين هاريسون جونيور على موقع ميوزك برينز (الإنجليزية)
- كلفين هاريسون جونيور على موقع قاعدة بيانات الأفلام السويدية (السويدية)
- كلفين هاريسون جونيور على موقع قاعدة بيانات الفيلم (الإنجليزية)